# Eramoscorpius brucensis
Eramoscorpius brucensis — викопний вид скорпіонів, що жив в силурійському періоді (428-423 млн років тому). Фрагмент карапакса виявлений у відкладеннях формації Ерамоза в провінції Онтаріо в Канаді. Один з найдавніших наземних скорпіонів. У нього тарзус (останній сегмент кінцівок) трохи коротший базітарзуса (передостаннього сегмента). Така особливість характерна для сучасних сухопутних скорпіонів, тоді як у мечохвостів, крабів та інших морських членистоногих, що пересуваються по дні, тарзус, навпаки, довший базітарзуса.